# Chondrosum barbatum
Chondrosum barbatum är en gräsart som först beskrevs av Mariano Lagasca y Segura, och fick sitt nu gällande namn av Clayton. Chondrosum barbatum ingår i släktet Chondrosum och familjen gräs. Inga underarter finns listade i Catalogue of Life.